# Адани, Гаутам
Гаутам Адани (Gautam Shantilal Adani; род. 24 июня 1962, Ахмадабад, Гуджарат, Индия) — индийский миллиардер, занявший в сентябре 2022 года согласно версии Bloomberg второе место в списке богатейших людей мира с состоянием 128 млрд долларов США.
Является председателем и основателем группы компаний Adani Group, специализирующейся на управлении портами и аэропортами, производстве и передаче электроэнергии, возобновляемой энергетике и добыче полезных ископаемых.

## Биография
Родился в семье мелкого торговца текстилем, с 16 лет работал сортировщиком алмазов в компании Mahendra Brothers.
Затем стал посредником при продаже драгоценных камней и открыл собственную фирму по торговле бриллиантами на мумбайском ювелирном рынке Zaveri Bazaar.
Поступил на факультет коммерции Университета Гуджарата, но бросил университет на втором курсе, в 1988 году основал компанию Adani Exports, теперь известную как Adani Enterprises. Она начала с импорта ПВХ, затем к ПВХ прибавилась сельхозпродукция, текстиль, металлы. Потом компания построила портовый терминал около города Мундра (штат Гуджарат). Он превратился в полноценный порт, который работает с 1998 года и является крупнейшим частным портом в Индии.
К портовому бизнесу прибавились другие: в 1999 году Адани занялся торговлей углем, а в 2006 году — строительством угольных электростанций.
1 января 1998 года Адани и его друг были похищены. По сведениям The Indian Express, через несколько дней был выплачен выкуп, после чего их отпустили.
Во время терактов 26 ноября 2008 года в Мумбаи Адани обедал в отеле Taj Mahal Palace & Tower с гендиректором Dubai Ports, когда туда ворвались террористы. Он рассказывал, что смог убежать и прятался на кухне ресторана и в туалете, пока его не вывели из здания спецназовцы.
В сентябре 2022 года Адани занял второе место в списке самых богатых людей планеты, обогнав Джеффа Безоса и став самым богатым человеком во всей Азии.
24 января 2023 года американская исследовательская компания Hindenburg Research опубликовала отчёт, в котором обвинила конгломерат Adani Group в манипулировании акциями и обмане в области бухгалтерского учёта на протяжении десятилетий. После этого капитализация группы уменьшилась за один день на 12 млрд долл. (а за неделю биржевых торгов с 23 января по 2 февраля — более чем на 100 миллиардов), бизнесмен лишился титула богатейшего человека Азии. Adani Group отрицает эти обвинения и изучает возможность подачи судебного иска.
В ноябре 2024 года против Адани в США были выдвинуты обвинения в создании многолетней схемы выплаты взяток индийским чиновникам на сотни миллионов долларов за получение контрактов в сфере солнечной энергетики и сокрытии этого от американских инвесторов.